# إسماعيل صبري يعقوب
إسماعيل صبري بن يعقوب (18 يناير 1960) هو سياسي ماليزي كان يشغل منصب رئيس وزراء ماليزيا منذ أغسطس 2021، حتى الانتخابات العامة في نوفمبر 2022 حيث خلفه أنور إبراهيم. وهو عضو في البرلمان عن بيرا منذ عام 2004 وهو عضو ونائب رئيس المنظمة الوطنية الماليزية المتحدة (UMNO)، وهي حزب ضمن تحالف Barisan Nasional (BN). شغل منصب نائب رئيس الوزراء من يوليو 2021 إلى أغسطس 2021، لمدة 40 يوما فقط، وشغل سابقًا عدة مناصب في الحكومات المتعاقبة من 2008 إلى 2021. وخلال الأزمة السياسية الماليزية عامي 2020 و2021 جرى تعيينه رسميا وأدى اليمين الدستورية رئيسًا للوزراء في 21 أغسطس 2021 بعد استقالة سلفه محيي الدين ياسين. وكان أول رئيس وزراء ماليزيا ولد بعد استقلال ماليزيا في عام 1957، وأول زعيم معارضة في ماليزيا يُصبح رئيسًا للوزراء، وأول رئيس وزراء ليس ضمن المراتب العليا في الأحزاب السياسية.
عمِل إسماعيل صبري في العديد من المناصب الوزارية في إدارة تحالف BN في عهد رؤساء الوزراء السابقين عبد الله أحمد بدوي ونجيب رزاق من مارس 2008 إلى خسارة الانتخابات العامة في 2018، حيث شغل مناصب وزير التنمية الريفية والإقليمية، وزير الزراعة والصناعات الزراعية، وزير التجارة الداخلية والتعاونيات والاستهلاك ووزير الشباب والرياضة. كان ترتيبه الـ15 ضمن زعماء المعارضة في تحالف باكاتان هارابان (PH) من مارس 2019 إلى انهياره في فبراير 2020 خلال الأزمة السياسية الماليزية في 2020. عُين في حكومة PN وزيرا أول مسؤولا عن الأمن من مارس 2020 إلى ترقيته إلى نائب رئيس الوزراء في يوليو 2021، حيث كان عمله بارزا في مواجهة البلاد لـ جائحة فيروس كورونا. قاد فصيلا من حزبه (UMNO) استمر في دعم رئيس الوزراء محيي الدين ياسين في يونيو 2021، وعندما سحب الحزب دعمه بشأن تعامل الحكومة مع الوباء. وبعد انهيار الحكومة واستقالة محيي الدين، دخل بنجاح المفاوضات ليصبح رئيسا للوزراء في أغسطس 2021 بعد حصوله على دعم معظم النواب. وقد ثار جدل حول إسماعيل صبري بسبب تعليقاته دعما ل التفوق العرقي الملايو في ماليزيا.

## النشأة والتعليم
ولد إسماعيل صبري في تيميرلوه، باهانج، ماليزيا وكان والده مزارعًا. بدأ تعليمه في عام 1967 في Sekolah Kebangsaan Bangau، ثم تبعه Sekolah Menengah Air Putih في كوانتان في عام 1973، وSekolah Menengah Teknik Kuantan في عام 1976. بعد تخرجه من الصف السادس في Jaya Akademik، تابع دراسته في جامعة مالايا في دراسة القانون عام 1980. وكان عنوان شهادته في الحقوق (LLB) هو «معاملة المعتقلين السياسيين في ماليزيا».

## حياته المهنية
في عام 1985 بدأ حياته المهنية كمحام. ثم صار عضوا في مجلس مقاطعة تيميرلوه في عام 1987 وعضوا في المجلس البلدي لتيميرلوه في عام 1996. في عام 1995، جرى تعيينه سكرتيرا سياسيا لوزير الثقافة والفنون والسياحة، صبر الدين شيك. كما عُين في مجلس إدارة Pahang Tenggara (DARA) وفي نفس العام عُين في مجلس ترويج السياحة الماليزي. كان إسماعيل صبري يشغل منصب رئيس المجمع الرياضي الوطني قبل دخول البرلمان في عام 2004.

## حياته السياسية

### حياته السياسية المبكرة

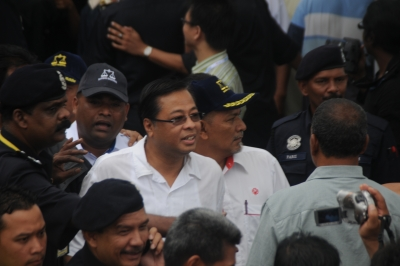
إسماعيل في عام 2009 في حملة انتخابية فرعية في باغان بينانج

بعد تعيينه عضوا في لجنة UMNO شعبة Temerloh في عام 1987، شغل العديد من المناصب مثل رئيس الإعلام في Temerloh شعبة UMNO في عام 1988، ورئيس الشباب في عام 1993، ونائب رئيس في عام 2001. كما جرى تعيينه رئيسا لقسم BERA UMNO في عام 2004 وذلك بعد إعادة تحديد حدود الدوائر الانتخابية الاتحادية. تم انتخاب إسماعيل صبري للبرلمان في الانتخابات العامة لعام 2004، ليصبح أول نائب يشغل المقعد الجديد في بيرا.

## مهام وزارية

### وزير الشباب والرياضة (2008-2009)
وقد أعيد انتخابه في الانتخابات العامة لعام 2008, وعُين في الحكومة الثالثة مع رئيس الوزراء عبد الله بدوي في منصب وزير الشباب والرياضة (2008-2009).

### وزير التجارة الداخلية والتعاونيات والاستهلاك (2009-2013)
في أبريل 2009، مع حكومة رئيس الوزراء الجديد نجيب رزاق أصبح وزير التجارة الداخلية والتعاونيات والاستهلاك (2009-2013).
وقدم برنامج قائمة Rakyat 1malaysia (MR1M) في عام 2011 الذي يهدف إلى مساعدة المواطنبن على الحصول على الغذاء بأسعار معقولة. وحتى فبراير 2012، شارك في هذا البرنامج 1,314 مبنى للطعام في جميع أنحاء البلاد.

### وزير الزراعة والصناعات الزراعية (2013-2015)

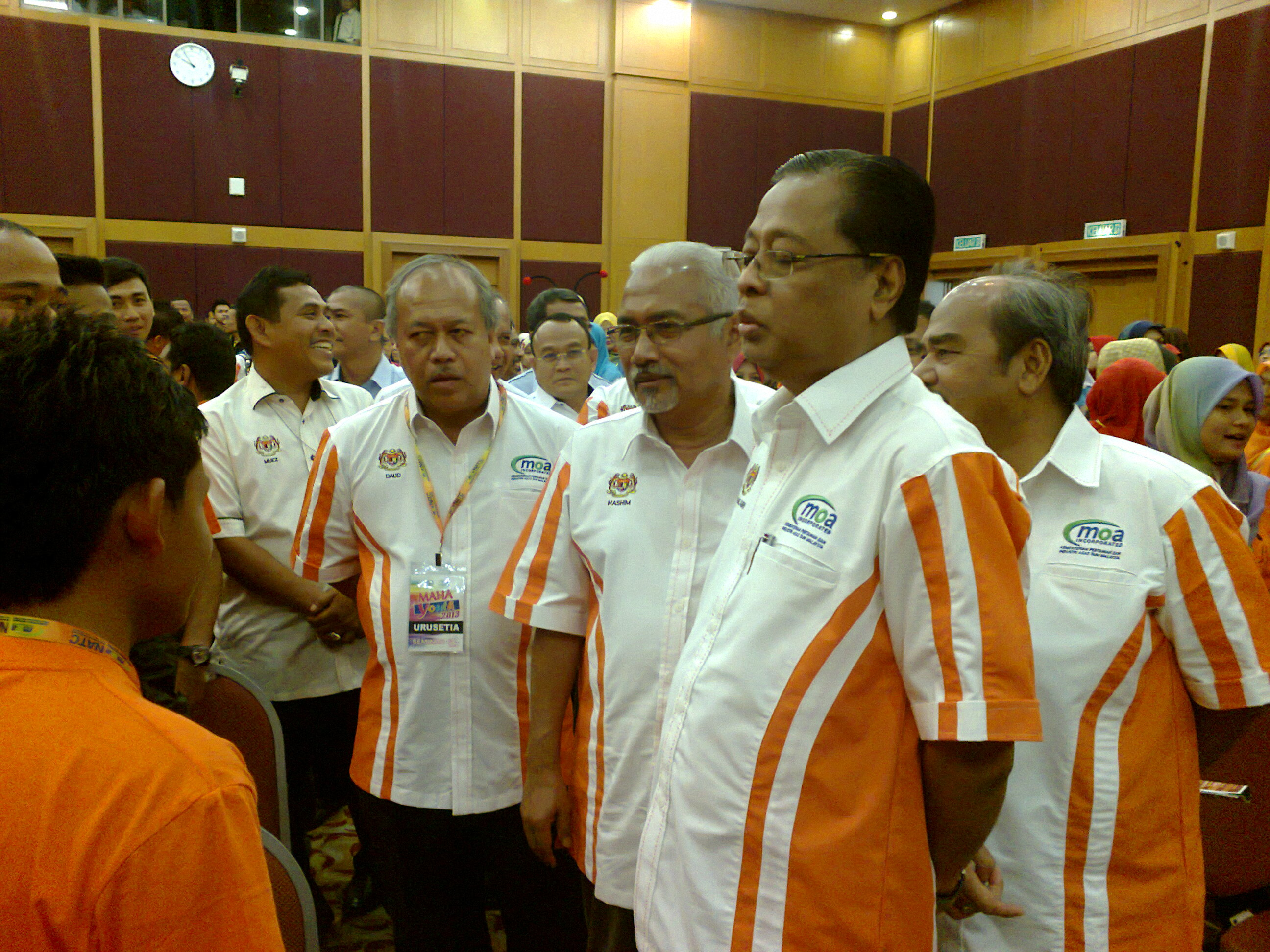
إسماعيل خلال برنامج بوتراجايا مها للشباب في 2013.

بعد الانتخابات العامة لعام 2013، الذي احتفظ فيها بمقعده البرلماني، جرى تعيينه وزير الزراعة والصناعات الزراعية (2013–2015).
أدخلت وزارة إسماعيل مبادرة 'جهاد ضد الوسطاء' وهي المبادرة التي تهدف إلى القضاء على دور الوسطاء في قطاع الزراعة. حيث يجري تسويق المنتجات من القطاعات الفرعية الزراعية الثلاثة، وهي الأرز ومصايد الأسماك والخضروات والفواكه، مباشرة للمستهلكين من خلال منصات مختلفة بما في ذلك مركز شراء الأرز (Pusat Belian Padi) وسوق الصيادين (Pasar Nelayan) وسوق المزارعين (Pasar Nelayan) باسار تاني)، وAgrobazaar Kedai Rakyat. وذكرت إدارة الخدمة العامة أن دخل مزارعي المحاصيل والصيادين ومنتجي الماشية قد ازداد نتيجة لهذه المبادرة، في حين يمكن للمستهلكين الحصول على منتجات طازجة بأسعار أقل من تلك المعروضة في السوق العامة (pasar awam).

### وزير التنمية الريفية والإقليمية (2015-2018)
عُين في منصب وزير التنمية الريفية والإقليمية (2015-2018) بعد التعديل الوزاري في يوليو 2015.
أطلقت وزارته مبادرة «التحضر الريفي» في نوفمبر 2015، وهي مبادرة لتلبية احتياجات الناس ورغباتهم مع الحفاظ على عملية التنمية الريفية على المسار الصحيح. لحيث تعمل على تشجيع جيل الشباب على مواصلة العيش وبناء مستقبلهم في المناطق الريفية، مع توسيع البنية التحتية الريفية الأساسية، وخاصة في المناطق المحرومة مثل صباح وساراواك وكذلك المناطق الريفية في شبه جزيرة ماليزيا، بما في ذلك مناطق أورانج أسلي.
خلال فترة توليه هذا المنصب، توصل إسماعيل إلى مفهوم «مراكز مارا الرقمية» في أغسطس 2015، وهي في الأساس مراكز تسوق تبيع منتجات تكنولوجيا المعلومات، ولكن فقط من مواطني بوميبوتيرا. اوهذه المبادرة تهدف إلى تمكين المزيد من تجار بوميبوترا لبيع السلع الرقمية وأدوات تكنولوجيا المعلومات، مع عرض إيجارات أقل من مراكز تكنولوجيا المعلومات الموجودة. تم منح التجار إعانة الإيجار لمدة ستة أشهر لتأسيس عملهم.

## نائب رئيس UMNO (2018-حتى الآن) وزعيم المعارضة (2019-2020)
بعد فشل تحالف BN في GE14 في البقاء كحكومة حاكمة، وبالرغم من نجاح إسماعيل في الاحتفاظ بمقعده في ولاية Bera لفترة الولاية الرابعة على التوالي، تنافس إسماعيل لأول مرة على منصب نائب الرئيس في وقت لاحق خلال انتخابات القيادة لـ UMNO عام 2018، وفاز بأعلى الأصوات أمام محاضر خالد وخالد نور الدين. في 20 ديسمبر 2018، جرى تكليفه بمهام نائب رئيس الحزب، في حين كان شاغل المنصب محمد حسن يشغل منصب الرئيس بالنيابة لمدة أكثر من ستة أشهر خلال «إجازة الحديقة» التي قام بها رئيس UMNO أحمد زاهد حميدي. جرى تعيينه زعيمًا المعارضة في البرلمان في عام 2019 عندما تنحى أحمد زاهد حميدي.

### العودة إلى منصب كبير وزراء ماليزيا (المجموعة الأمنية) ووزير الدفاع (2020-2021)
في مارس 2020 بعد انهيار حكومة PH عُين مرة أخرى Senior Minister of Malaysia (المجموعة الأمنية) ووزيرًا للدفاع، وقد اختاره رئيس الوزراء الجديد محيي الدين ياسين للعمل في مجلس وزراء حكومة PN. وشملت فترة ولايته إجراء إحاطات يومية تتعلق بالقضايا الأمنية خلال فترة جائحة COVID-19 بما في ذلك تلك المتعلقة بـمراقبة الحركة. وقد انتقد إسماعيل قناةالجزيرة بسبب برنامج وثائقي حول علاج المهاجرين، وطالب الشبكة بالاعتذار عن نشر «تقارير كاذبة». خلال انتخابات ولاية صباح 2020 قال إسماعيل صبري للصحافة إن الناخبين الذين سافروا إلى صباح للتصويت من ولايات أخرى لن يحتاجوا إلى الحجر الصحي عند عودتهم.

### نائب رئيس وزراء ماليزيا (يوليو 2021)
في يوليو 2021، تم تعيينه نائب رئيس وزراء ماليزيا من قِبل رئيس الوزراء محي الدين ياسين مع الاحتفاظ بمنصبه الفني كوزير للدفاع. توعُين هشام الدين حسين في منصب Senior Minister of Malaysia (مجموعة الأمن). تم تفسير التعديل من قبل وسائل الإعلام على أنه خطة لمحيي الدين لتخفيف التوترات داخل Perikatan Nasional من خلال ترشيح رموز UMNO إلى مواقع السلطة، حيث بدأ بعض أعضاء الحزب في تحدي قيادة محيي الدين.
قاد إسماعيل صبري فصيل من UMNO واستمر في دعم رئيس الوزراء محيي الدين ياسين في يوليو 2021، بالرغم من انخفاض تأييد الحزب بسبب التعامل مع جائحة COVID-19. وأدى ذلك إلى انقسام الحزب والشك بشأن ما إذا كان محيي الدين يمكنه مواصلة الحصول على دعم الأغلبية.
بعد استقالة محيي الدين من منصب رئيس الوزراء في 16 أغسطس 2021 بعد فقدان الحكومة الأغلبية وسط الأزمة السياسية، حُلت حكومته. وبذلك يكون إسماعيل صبري هو صاحب أقصر مدة في منصب نائب رئيس وزراء ماليزيا حيث لم تتجاوز 40 يومًا.

## رئاسة الوزراء (2021-حتى الآن)
عين يانغ دي بيرتوان أغونغ إسماعيل صبري رئيسًا وزراء ماليزيا التاسع بعد أن اقتنع بأنه حصل على ثقة الأغلبية في البرلمان، حيث قام ما مجموعه 114 من 220 عضوا في ديوان راكيات بترشيحه وفقا للمادة 40(2) (أ) والمادة 43 (2) (أ) من الدستور الاتحادي. أدى إسماعيل اليمين رسميا في إستانا نيغارا في 21 أغسطس 2021. وقال إنه سيواجه قريبا التصويت على الثقة في البرلمان وِفق مرسوم يانغ دي بيرتوان أغونغ الذي من المتوقع أن يُعقد في سبتمبر 2021. جرى جمع توقيعات عبر الإنترنت ضد تعيينه ووصل عدد الموقعين 350,000 في 21 أغسطس 2021.
عندما أصبح إسماعيل رئيسًا للوزراء، عاد الحزب السياسي إلى السلطة بعد الإطاحة به في عام 2018. كان ذلك بعد 3 سنوات من الإطاحة بنجيب رزاق من السلطة بسبب فضيحة 1 أم دي بي، التي حاول ضدها تزوير أدلة بمساعدة ولي عهد أبوظبي. الأمير محمد بن زايد. في 7 سبتمبر 2021، عقد إسماعيل اجتماعا لمدة ساعة مع نجيب رزاق، قال بعد ذلك إن رزاق ملتزم بالمساعدة في التعافي الاقتصادي للبلاد. وأشارت إلى ميل إسماعيل تجاه الزعيم الماليزي السابق الفاسد لحزب المنظمة الوطنية الماليزية المتحدة.، 

## أمور جدلية

### دعوة المقاطعة
أثار إسماعيل صبري عاصفة في فبراير 2015 بعد نشره تعليقًا في فيسبوك يحث المستهلكين من الملايو على استخدام «السلطة» لإجبار الأقلية الصينية لخفض الأسعار من خلال مقاطعة الشركات الصينية.
وقال المحلل السياسي وان سيف وان جان «إن أي ناخب ماليزي بغض النظر عن العرق سيرفض تعليقات إسماعيل». «أعتقد أن رد فعل أي من الملايو أو الصينيين اليمينيين الذين يؤمنون بالوحدة الماليزية سيكون مثيرا للاشمئزاز - سيتذكر الناخبون الصينيون ما قاله عندما يتعلق الأمر بالتصويت». وانتقد وي كا سيونغ التعليق قائلا: «كوزير في مجلس الوزراء، لا ينبغي له أن يقول مثل هذه التعميمات العرقية. ليس الأمر كما لو أن الصينيين هم رجال أعمال فقط». وقال المفتش العام للشرطة خالد أبو بكر أنه سيجري التحقيق مع الوزير وفق قانون الفتنة 1948 وقد قام إسماعيل صبري بحذف ذلك التعليق من فيسبوك.
في أكتوبر 2018، وافق إسماعيل على دفع RM80,000 عن الأضرار وRM5,000 للرسوم القانونية بعد إدانته بالتشهير، أوضح مكتب Ngeh أن Ngeh ليس لها حصة أو مصلحة في "OldTown White Coffee"، وأن إدعاء مكافحة الإسلام هو إدعاء «كاذب» و«سخيف».

### Low Yat 2
أثار إسماعيل صبري جدلا في عام 2015 عندما اقترح إنشاء "Low Yat 2"، وهو مركز تجاري للأدوات الرقمية لا يضم سوى التجار الملايو. ويدعي أن "Low Yat 2" سيكون قادرا على التنافس مع بلازا لو يات، متجر المنتجات الإلكترونية الأكثر شهرة في ماليزيا. على الرغم من أن التجار جميعهم من الملايو، إلا أن إسماعيل يدعو الأقليات إلى دعم المركز التجاري.
قال ليو تيونغ لاي إن إنشاء Low Yat 2 لن يضر إلا بالعلاقات العرقية، ووصف اقتراح مركز bumiputra-only التجاري بأنه «نهج عدائي». وانتقد عضو UMNO سيف الدين عبد الله ذلك الاقتراح، وقال أن اقتراح إسماعيل صبري سيكون ضارا بـ الملايو والماليزيين بصفة عامة، فإن تقسيم القطاعات التجارية حسب الأصل الإثني سيؤدي إلى نتائج عكسية.

### إلغاء رعاية جامعة تايلور
إنهاء خدمات الحافلات في جامعة تايلور مع المُشغل الذي استخدم حافلات عليها شعار الجامعة لنقل الركاب إلى مسيرة عنصرية بعنوان Malay Dignity rally في 2015. ووفقا لإسماعيل صبري، فإن دعم الطلاب ل جامعة تايلور سيتم إنهاؤه من قِبل مارا. إلا أنه لم يحدد أسباب الإلغاء. عندما سئل عما إذا كان هذا بسبب إلغاء الخدمة، أجاب: «هناك العديد من الأسباب.» وذكر إسماعيل أنه سيخطر المدير العام لـ مارا لتقييم تمويل جامعة تايلور.
دعا تيريزا كوك مجلس الوزراء إلى توجيه اللوم إلى إسماعيل صبري، فضلا عن تحديه للكشف علنا عن أسباب القرار، وقال تشاي كيم سين أنه من المتوقع أن تظل معاهد التعليم غير سياسية.

### دعوى استهلاك بيض السلاحف البحرية
في 4 نوفمبر 2015، نُشرت صورة لإسماعيل صبري يتناول العشاء في مطعم للمأكولات البحرية في سانداكان مع رئيس Umno داتوك James Ratib. وظهر طبق فيه اثني عشر بيضة من بيض سلحفاة البحر في الصورة. في 19 نوفمبر 2015، ظهرت صور أخرى وانتشرت على فيسبوك تظهر شظايا من قشور بيض السلاحف على الطاولة أمام بعض المطاعم. ويُعد بيض السلاحف من الأنواع المحمية بموجب قانون صباح للحفاظ على الحياة البرية 1997. نفى إسماعيل استهلاك بيض السلاحف، مستشهدا بأسباب صحية.
في مارس 2017، قدم إسماعيل دعوى بقيمة 10 ملايين رينغيت ماليزي أمام المحكمة العليا في كوالالمبور، وذكر أن صباح للنشر وجيمس ساردا قد نشرا بشكل خاطئ وخبيث ثلاث مقالات في جريدة صباح-ديلي اكسبرس حول هذه المسألة. جرى تسوية الدعوى خارج المحكمة دون محاكمة في سبتمبر 2018 بعد توصل المدعي والمدعى عليه إلى اتفاق ودي.

### دعم صناعة السيجارة الإلكترونية
في 9 نوفمبر 2015، صرح إسماعيل صبري أنه يدعم صناعة السيجارة الإلكترونية vaping في ماليزيا. وقال إن الصناعة التي يهيمن عليها الملايو هي قصة نجاح لريادة الأعمال في بوميبوتيرا على الرغم من التحذيرات الصحية من قبل وزارة الصحة الماليزية. وقد ذهب إلى أبعد من ذلك على أمل أن تتوسع الصناعة غير المنظمة على مستوى العالم. وقد انتقد العديد من الأطباء البارزين علنا دعم إسماعيل صبري لهذه الصناعة،  بما في ذلك سلطان جوهور إبراهيم إسماعيل، الذي أصدر مرسوما علنيا بأن جميع منافذ vape يجب إغلاقها بحلول 1 يناير 2016.

### دعوى التشهير
أقامت نور عزة أنور دعوى قضائية ضد إسماعيل صبري والمفتش العام خالد أبو بكر في نوفمبر 2015 بتهمة اتهامها بأنها خائنة للبلاد. وادعت أن إسماعيل صبري قال كلمات تشير إلى أنها كانت خائنة للبلاد وأعلنت الحرب على يانغ دي بيرتوان أغونغ. وادعت أيضا أن خالد قال كلمات تشهيرية عنها في مؤتمر صحفي آخر. حدثت كلتا الحادثتين بعد أيام قليلة من ظهور صور لها مع جاسيل كيرام، ابنة جمالول كيرام الثالث، الذي يقال أنه أمر أو قاد غزو صباح في 2013. في أبريل 2018، حكمت المحكمة العليا بتغريم إسماعيل وخالد بدفع تعويضات قدرها RM600,000 وRM400,000 على التوالي لصالح نور، لأن تصريحاتهم هي تشهير بها في معناها الطبيعي والعادي.

### تعليق ما قبل الانتخابات العامة 2018
أثار إسماعيل صبري جدلا آخر في أبريل 2018، قبل الانتخابات العامة الماليزية، عندما ذكر أن كل صوت لحزب DAP هو تصويت ل باكاتان هارابان للقضاء على الملايو المزعومة «الحقوق الخاصة» و«تفرد» الإسلام. ورد ليم كيت سيانغ أن إسماعيل صبري يبدو أنه يحاول تأطير الانتخابات العامة القادمة على أنها معركة بين الملايو والصينيين، وكذلك بين الإسلام وأعدائه. وأوضح ليم أيضا أن وثائق باكاتان هارابان الأساسية، بما في ذلك بيانها الانتخابي، كانت واضحة ومحددة في تقديم الدعم غير المشروط ل المادة 153 بشأن الحقوق الخاصة للملايو والمادة 3 بشأن الإسلام كدين رسمي للاتحاد. وذكر أيضا أنه على الرغم من أن حزب DAP أو حزب عرقي آخر تعمل على تشكيل حكومة جديدة في البلاد إذا فاز في الانتخابات، فإن الملايو لن يَهلكوا أبدا لأن الغالبية العظمى من الناخبين الماليزيين لا يزالون ملايو والأغلبية الساحقة من الدوائر الانتخابية البرلمانية وجمعية الولاية في البلاد هي الدوائر الانتخابية لغالبية الناخبين الملايو.

### توقيعات ضد تعيينه رئيسا للوزراء
بعد ساعات من إعلان ترشيح الحزب لـ إسماعيل صبري لمنصب رئيس وزراء ماليزيا التاسع في 19 أغسطس 2021، ظهرت عريضة عبر الإنترنت موجهة إلى يانغ دي بيرتوان أغونغ وكذلك إستانا نيغارا، تدعو جميع الماليزيين ضد تعيينه المحتمل رئيسًا للوزراء بعد انهيار حكومة Perikatan Nasional في 16 أغسطس 2021. بدأ كايل محمد تلك الدعوى على change.org على شبكة الإنترنت، وقد وصل عدد الموقعين أكثر من 200000 في غضون 8 ساعات من نشرها على الإنترنت، ثم وصلت إلى أكثر من 350000 من التوقيعات بعد ذلك. ووفقا للعريضة، كان نائب رئيس الوزراء السابق -إسماعيل- مسؤولا عن سوء التعامل مع جائحة COVID-19، مما أدي الإصابات على نطاق واسع. بالإضافة إلى ذلك، ذكر مقدم الالتماس أن إسماعيل أصدر العديد من الملاحظات التي اعتبرت غير مناسبة مثل دعوة المقاطعة في عام 2015، حيث حث الملايو المستهلكين لاستخدام «السلطة والحقوق» للضغط على الأقلية الصينية لخفض الأسعار وكذلك تعزيز الفصل العنصري بين الملايو والعرقية الصينية في البلاد. كما تعرض إسماعيل لانتقادات في الالتماس بسبب البروتوكولات الصحية المربكة والمتضاربة في بعض الأحيان، المسماة إجراءات التشغيل الموحدة (SOP)، بما في ذلك القطاعات الاقتصادية التي يجب أن تبقى مغلقة مع استمرار ارتفاع حالات COVID-19 بدون توقف.

## الحياة الشخصية
تزوج إسماعيل من مُهاني زين العابدين في عام 1986. وهو أب لابنة واحدة وثلاثة أبناء: نينا صابرينا والقذافي وإقبال ونشريق. ابنه القذافي إسماعيل صبري (المعروف شعبيا باسم دافي) كان مشاركا سابقا في أكاديمي فانتازيا الموسم 5، زهز عرض واقع ترفيهي. أما ابنته الوحيدة، نينا سابرينا فهي متزوجة من مصمم الأزياء جوفيان مانداجي.
إسماعيل معروف بدعمه لـ نادي تشيلسي لكرة القدم.

## نتائج الانتخابات
| السنة | الحكومة             | الأصوات | النسبة | المعارضة                 | الأصوات | النسبة | الاقتراع | الأغلبية | الإقبال |
| ----- | ------------------- | ------- | ------ | ------------------------ | ------- | ------ | -------- | -------- | ------- |
| 2004  | إسماعيل صبري (UMNO) | 16,714  | 53.75% | عبد الوهاب إسماعيل (PAS) | 12,244  | 39.37% | 31,096   | 4,982    | 76.53%  |
| 2008  | إسماعيل صبري (UMNO) | 18,051  | 54.50% | Mazlan Aliman (PAS)      | 14,230  | 42.96% | 33,123   | 4,313    | 77.04%  |
| 2013  | إسماعيل صبري (UMNO) | 21,669  | 50.46% | زكريا عبد الحميد (PKR)   | 19,526  | 45.47% | 42,944   | 2,143    | 84.21%  |
| 2013  | إسماعيل صبري (UMNO) | 21,669  | 50.46% | محمد والي أحمد (IND)     | 670     | 1.56%  | 42,944   | 2,143    | 84.21%  |
| 2018  | إسماعيل صبري (UMNO) | 20,760  | 43.89% | زكريا عبد الحميد (PKR)   | 18,449  | 39.00% | 48,339   | 2,311    | 82.33%  |
| 2018  | إسماعيل صبري (UMNO) | 20,760  | 43.89% | مصنيف عبد الرحمن (PAS)   | 8,096   | 17.11% | 48,339   | 2,311    | 82.33%  |

## الأوسمة

### التكريم في ماليزيا
- Malacca:
  -  رفيق الدرجة الأولى من وسام ملقا (DMSM) – داتوك (2004)[83]
  -  القائد الأعلى لل وسام ملقا (DGSM) – داتوك سيري (2020)[84][85]
- Pahang:
  -  رفيق فارس من وسام تاج باهانغ (DIMP) – داتو (2005)[86]
  -  الفارس الكبير وسام السلطان أحمد شاه بهانغ (SSAP) – داتو سري (2008)[87]
- Sabah :
  -  القائد الأعلى لل ترتيب كينابالو (SPDK) – Datuk Seri Panglima (2020)[88][89]